# Bernhard Reicherts

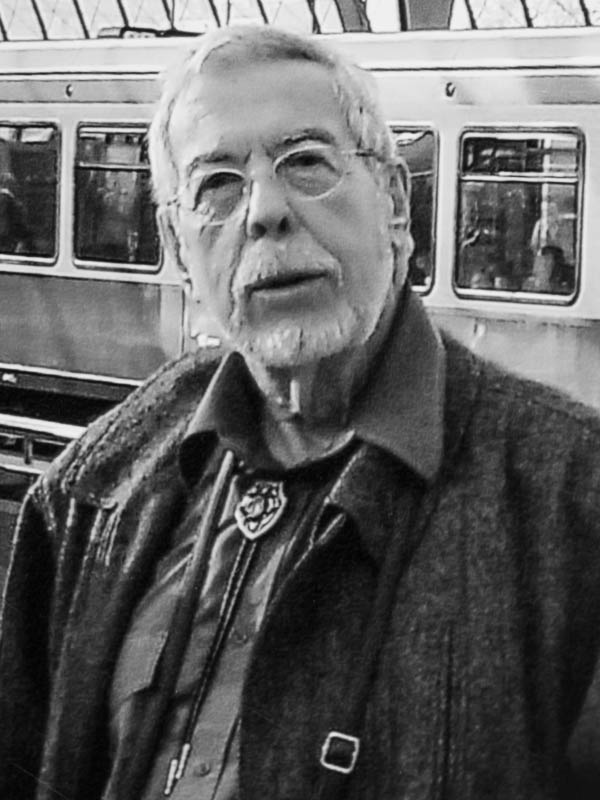
Bernhard Reicherts (2013)

Bernhard Reicherts (* 24. Juni 1933 in Berlin; † 23. November 2014 ebenda) war ein deutscher Toningenieur und Studiomanager.

## Leben
Bernhard Reicherts trat im Anschluss an sein Studium als Elektroingenieur 1954 in die Universum Film AG in Berlin ein. Von 1965 an war er technischer Direktor der Berliner Union Film AG und ab 1977 Geschäftsführer, bis er 1995 aus gesundheitlichen Gründen aus der Geschäftsleitung ausschied.
Bei einer Reihe von Filmen und Fernsehproduktionen leitete Reicherts die Tonaufnahmen, führte sie durch oder war für die Tonmischung verantwortlich; darunter waren 15 Spielfilme, 60 Synchronisationen und über 200 Mischungen. Er machte außerdem Tonaufnahmen und Einspielungen für verschiedene Orchester, unter anderem die Berliner Philharmoniker, das Radio-Symphonie-Orchester, die Warschauer Oper oder das RIAS Tanzorchester.

## Filmografie
- 1960: Schachnovelle
- 1960: Ingeborg
- 1961: Zwei unter Millionen

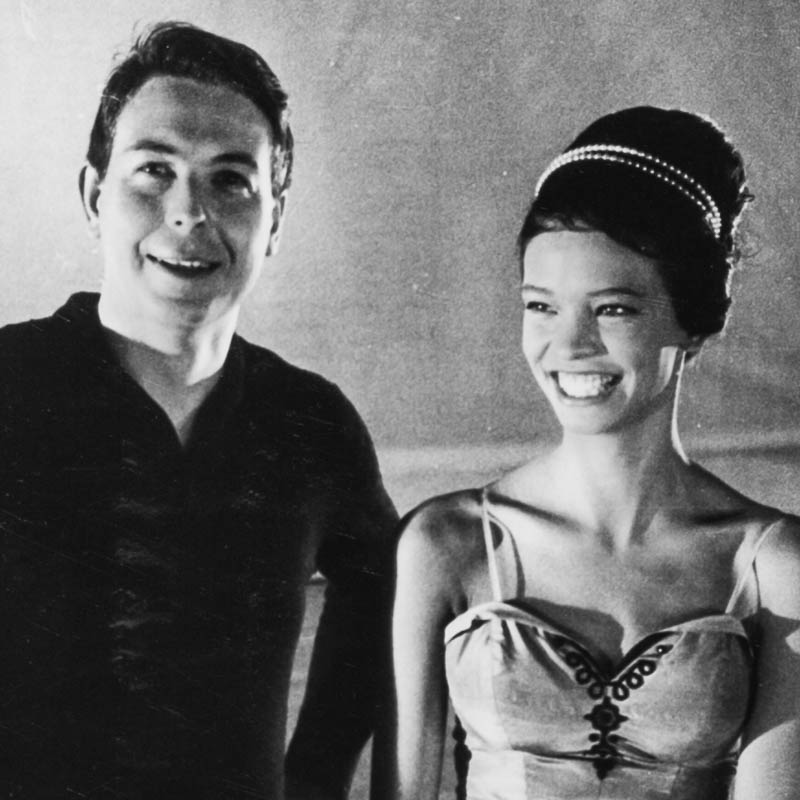
Bernhard Reicherts und eine unbekannte Ballerina in Kopenhagen (1965), Dreharbeiten für Ballerina

- 1962: Die Tür mit den sieben Schlössern
- 1964: Verdammt zur Sünde (Alternativtitel: Die Festung)
- 1964: Emil und die Detektive
- 1964: Freddy, Tiere, Sensationen
- 1965: Sie nannten ihn Gringo
- 1966: Ballerina
- 1968: Sein Traum vom Grand Prix (Fernsehserie, 6 Folgen)
- 1981: Stern ohne Himmel
- 1982: Die Unerreichbare
- 1985: In Amt und Würden (TV)
- 1985: Novembermond
- 1989: Wie du mir … (TV)
- 1990: Die Hallo-Sisters